# نعيم عطالله
نعيم إبراهيم عطالله، (ولد في حيفا 1 أيار 1931 في فلسطين، وتوفي في 2 شباط  2021 في لندن) هو رجل أعمال وكاتب وناشر فلسطيني بريطاني. كان مالك دور النشر كوارتيت (بالإنجليزية: Quartet)‏ وذا وومنز برس، والرئيس التنفيذي لعدد من الشركات فضلاً عن مشاركته في العديد من الإنتاجات للمسرح والسينما والتلفاز.

## حياته
ولد في حيفا في فلسطين، وتوجه إلى بريطانيا لدراسة الهندسة عام 1949، وتدرج في الأعمال الصغيرة حتى أصبح مالكا لإحدى دور النشر في لندن، واقترن اسمه بعدة مجلات أدبية وثقافية وفنية في المملكة المتحدة. عمل كذلك في مجال التجارة والبنوك وعمل لدى شركة «أسبري» للمجوهرات وتولى إدارتها لعشرين عاما.
أصبح عام 1976 مالك دار نشر كوارتيت التي تأسست في العام 1972 ودخل عالم الكتاب من خلال إصدار عدة روايات، وأصدر مجلات مثل «مراجعات أدبية» (بالإنجليزية: Literary Review)‏ وذا أولدي (بالإنجليزية: The Oldie)‏ ، وأسس دار النشر ذاوومان برس (بالإنجليزية: The Woman's Press)‏ عام 1977، كما كتب مقالات له غير منتظمة في عدة صحف بريطانية. عام 2017، منح ولي العهد البريطاني الأمير تشارلز عطالله، وسام تقدير رفيع (CBE) تقديراً لإنجازاته على مدى عقود في مجالات الكتابة والنشر والفنون.
ألف عطا الله 17 كتابا منها عدة روايات؛ ونشر عام 2007 مذكراته في كتاب بعنوان «الوفاء والخيانة» (بالإنجليزية: Fulfilment and betrayal)‏، فيما تدعي الكاتبة ابريطانية جيني إيردال في مذكرتها أنها كانت الكاتبة الخفية وراء نعيم عطا الله.
منحه ولي العهد البريطاني الأمير تشارلز رتبة الإمبراطورية البريطانية في العام 2017 مع مرتبة الشرف لخدماته في الأدب والفنون.

## مولفاته (بالإنكليزية)
- Fulfilment and Betrayal: 1975–1995, Quartet Books, 2007, ISBN 978-0704371217
- In Touch with his Roots, Quartet Books, 2006, ISBN 978-0704371187
- The Boy in England, Quartet Books, 2005, ISBN 978-0704371170
- The Old Ladies of Nazareth, London: Quartet Books, 2004, ISBN 978-0704371842
- Dialogues, Quartet Books, 2000, ISBN 978-0704371156
- Insights, Quartet Books, 1999, ISBN 978-0704371132
- In Conversation with Naim Attallah, London: Quartet Books, 1998, ISBN 978-0704380875
- A Woman a Week, Quartet Books, 1998, ISBN 978-0704380868
- Tara and Claire, Quartet Books, 1997, ISBN 978-0704371057
- Asking Questions: An Anthology of Interviews with Naim Attallah (with Charlotte Smith), 1996, ISBN 978-0704380271
- A Timeless Passion, Quartet Books, 1995, ISBN 978-0704380189
- Speaking for the Oldie, Quartet Books, 1994, ISBN 978-0704370913
- More of a Certain Age, Quartet Books, 1994, ISBN 978-0704370586
- Of a Certain Age, Quartet Books, 1993, ISBN 978-0704370289
- Singular Encounters, Quartet Books, 1992, ISBN 978-0704301665
- Women, Quartet Books, 1988, ISBN 978-0704300804